# Italiensk popmusik

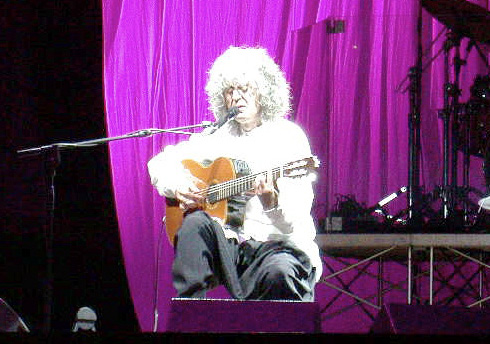
Angelo Branduardi är en italiensk popmusiker.

Italiensk pop är popmusik från Italien. Sedan tidigt 1980-tal är italiensk pop allt mer heterogen och innehåller mycket i internationell stil. Den förknippas dock ofta med sentimentala ballader med en nynnande sångstil. 
Traditionellt har italiensk pop haft en unik blandning av folkliga medelhaver i popform. Bland dessa folkmusik-popartister finns Lucio Battisti, Vasco Rossi och Pino Daniele. Under 1960-talet och 1970-talet förändrades italiensk popmusik till att inlemma latinska och anglosaxiska musiktraditioner, särskilt brasiliansk bossa nova och amerikansk och brittisk rock and roll. Under samma tid skedde en förändring i italiensk film, och Cinecittàfilmer innehöll filmmusik av kompositörer som Franco de Gemini, Francesco de Masi och Riz Ortolani. Denna populära filmmusik förblev populär under 1970-talet och fick sedan en pånyttfödelse under 1990-talet. 
Cinecittàfilmmusik och bossa nova var betydelsefulla influenser för Nicola Conte (Bossa Per Due), en inflytelserik artist under slutet av 1900-talet. År 1995 gjorde Neri per Caso en ny a cappellastil populär hos den breda allmänheten efter att ha vunnit San Remo Music Festival med sin hit "Le Ragazze".
Det största italienska rockbandet är Zucchero och han har spelat med inhemska stjärnor som Luciano Pavarotti och internationella artister som Sting och Queen, medan pop-folkmusikern Vasco Rossi också har experimenterat med rock och hans hit "Rewind" från 1999 var en rocklåt. Ett annat framstående rockband är Litfiba.

## Kända artister
Kända italienska popartister inkluderar Lucio Dalla, Adriano Celentano, Gianni Morandi, Mango, Marina Arcangeli, Fabio Concato, Pupo, Mina, Eros Ramazzotti, Umberto Tozzi, Andrea Bocelli, Ornella Vanoni, Vasco Rossi, Luca Carboni, Francesco De Gregori, Fabrizio De André, Francesco Guccini, Giorgio Gaber, Gianni Togni, Laura Pausini, Claudio Baglioni, Angelo Branduardi, Michele Zarrillo, Riccardo Cocciante, Gianna Nannini och Toto Cutugno.  